# Ислам в Гвинее-Бисау
Ислам в Гвинее-Бисау является доминирующей религией, её исповедует более 50 % населения страны.

## История

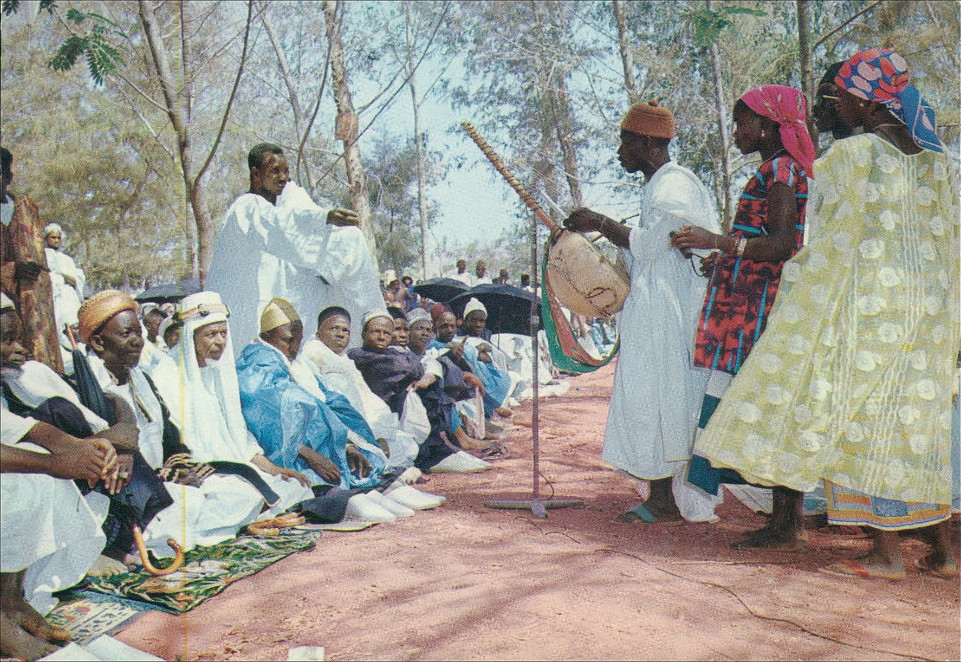
Мусульмане Гвинее-Бисау

Народы Гвинеи-Бисау были обращены в ислам в разное время. Так например фульбе стали мусульманами примерно в IX веке нашей эры, а мандинка приняли ислам в XII веке. Распространение ислама в средние века было обусловлено прежде всего торговыми связями с североафриканскими берберами. Фула и Мандинка были союзниками берберов Альморавидов во время разгрома ими империи Гана в 1076 году. С 1750 по 1900 годы они участвовали в большом количестве священных войн (джихадов) под знамёнами ислама. В 1446 году португальская экспедиция во главе с Нуну Триштаном, высадившаяся на побережье Африки, назвала новооткрытую землю Гвинеей. Нуну Триштан и часть членов этой экспедиции были убиты местными жителями. В течение последующих 20 лет португальцы не высаживались на побережье. В 1466 году король Португалии пожаловал своим подданным, осваивавшим расположенные поблизости острова Зелёного Мыса (ныне государство Кабо-Верде), право на освоение Гвинеи. Долгое время португальское присутствие на западноафриканском побережье ограничивалось укреплёнными населёнными пунктами Кашеу (основан в 1588 году) и Бисау (основан в 1687 году), являвшимися центрами работорговли; управление ими осуществлялось в рамках колонии Кабо-Верде. В 1879 году португальские владения на материке были выделены в отдельную колонию «Португальская Гвинея». Поначалу португальцы контролировали лишь побережье. В начале XX века, при поддержке исповедовавших ислам обитателей побережья, португальцы начали кампанию против исповедующих язычество племён, живущих в глубине континента. 24 сентября 1974 года Гвинея-Бисау провозгласила независимость.
В 1995 году в Гвинее-Бисау появилась ахмадийская мусульманская община. 20 августа 2001 года тогдашний президент Гвинеи-Бисау Кумба Яла приказал закрыть все ахмадийские мечети и выслать из страны всех миссионеров проповедующих это учение, в том числе министра иностранных дел. В январе 2005 года мусульманам ахмадийской общины было разрешено возобновить свою религиозную деятельность, но она была вновь запрещена спустя два месяца, в марте того же года. В 2006 году правительство предоставило ахмадийской общине право открыто исповедовать свою веру.

## Численность и расселение
Более половины населения Гвинеи-Бисау являются последователями ислама. Большинство из них сунниты Маликитского мазхаба, также есть суфийское влияние. Кроме суннитов в стране проживают шииты, которые составляют 6 % от числа мусульман и ахмадиты 13 000 человек, что составляет около 2 %.